# Ermeloïta
L'ermeloïta és un mineral de la classe dels fosfats que pertany al grup de la kieserita. Rep el nom del mont Ermelo, a Galícia, la seva localitat tipus.

## Característiques
L'ermeloïta és un fosfat de fórmula química Al(PO₄)(H₂O). Va ser aprovada com a espècie vàlida per l'Associació Mineralògica Internacional l'any 2022, i va ser publicada a mitjans de 2024. Cristal·litza en el sistema monoclínic. És l'anàleg AlP de la kieserita, i és l'equivalent poc hidratat tant de la variscita com de la metavariscita.
L'exemplar que va servir per a determinar l'espècie, el que es coneix com a material tipus, es troba conservat a les col·leccions mineralògiques del Museu d'Història Natural de la Universitat de Santiago de Compostel·la, amb el número de catàleg: cm64083.

## Formació i jaciments
Va ser descoberta al mont Ermelo, situat entre els municipis de Moaña i Bueu, a la província de Pontevedra (Galícia, Espanya), sent l'únic a tot el planeta on ha estat descrita aquesta espècie mineral.